# Tấn Mục Đế
Tấn Mục Đế (giản thể: 晋穆帝; phồn thể: 晉穆帝; bính âm: Jìn Mùdì) (343 – 10 tháng 7 năm 361), tên thật là Tư Mã Đam (司馬聃), tên tự Bành Tử (彭子), là vị Hoàng đế thứ 5 của nhà Đông Tấn, và là Hoàng đế thứ 10 của Nhà Tấn trong lịch sử Trung Quốc. Mặc dù ông trị vì trong 17 năm, song trong hầu hết thời gian này ông còn nhỏ tuổi, quyền lực trên thực tế do vậy nằm trong tay mẹ là Thái hậu Chử Toán Tử, Hà Sung (何充), thúc tổ Hội Kê vương Tư Mã Dục, Ân Hạo, và Hoàn Ôn. Dưới thời ông trị vì, lãnh thổ nhà Tấn được tạm thời mở rộng đến một mức lớn nhất kể từ khi mất miền bắc Trung Quốc về tay Hán Triệu, khi đó, Hoàn Ôn đã diệt Thành Hán và sáp nhập lãnh thổ của nước này vào Đông Tấn, việc Hậu Triệu sụp đổ cũng đã cho phép Đông Tấn lấy lại phần lớn lãnh thổ ở phía nam Hoàng Hà.

## Trước khi lên ngôi
Tư Mã Đam sinh năm 343, trong thời gian cai trị của cha Tấn Khang Đế, mẹ là Hoàng hậu Chử Toán Tử. Ông là người con trai duy nhất của vua cha. Năm 344, khi ông mới được một tuổi, Khang Đế bị bệnh nặng. Các thúc tổ bên phía bà ngoại của Tư Mã Đam và cũng là các đại thần chủ chốt Dữu Băng (庾冰) và Dữu Dực (庾翼), ủng hộ một người con trai của tằng tổ phụ của ông là Tấn Nguyên Đế, Hội Kê vương Tư Mã Dục lên ngôi song Khang Đế đã nghe theo lời vị đại thần khác là Hà Sung (何充), quyết định truyền ngôi cho Tư Mã Đam bất chấp việc ông còn quá nhỏ. Do vậy ông lập Tư Mã Đàm làm thái tử. Ông qua đời chưa đầy một tháng sau đó, Đam Thái tử kế vị ngai vàng và trở thành Mục Đế.

## Chử Thái hậu nhiếp chính
Do Mục Đế còn nhỏ tuổi, Chử Thái hậu trở thành người điều hành triều đình và đóng vai trò nhiếp chính, tuy vậy bà phần lớn nghe theo lời khuyên của Hà Sung và Hội Kê vương Tư Mã Dục, hai người đều là thừa tướng. Sau khi Hà Sung mất vào năm 346, vị trí đồng thừa tướng được trao cho Sái Mô (蔡謨).
Năm 345, sau khi Dữu Dực, người giữ vai trò chỉ huy quân sự tại các châu phía tây (tương ứng với các tỉnh Hồ Bắc, Hồ Nam, Quý Châu, và Vân Nam hiện nay) mất, vị tướng có nhiều tham vọng là Hoàn Ôn (kết hôn với dì của Mục Đế là Tư Mã Hưng Nam (司馬興男)) được giao gánh vác trọng trách ở các châu này. Vào cuối năm 346, Hoàn Ôn mặc dù không có sự chấp thuận của triều đình, đã bắt đầu một chiến dịch nhằm chinh phục Thành Hán, một nước kình địch cai quản vùng đất nay là Tứ Xuyên và Trùng Khánh. Năm 347, Thành Hán rơi vào tay Hoàn Ôn, điều này đã khiến cho Đông Tấn kiểm soát được toàn bộ miền nam Trung Quốc. Tuy nhiên từ thời điểm này, Hoàn Ôn bắt đầu độc lập thực tế trong việc ra các quyết định ở các châu phía tây. Tư Mã Dục sợ rằng Hoàn Ôn có ý định tiếp quản toàn bộ đế quốc, vì vậy cho mời vị quan nổi tiếng là Ân Hạo (殷浩) đến chỗ mình, có ý định dùng Ân Hạo để đối phó với Hoàn Ôn.
Năm 349, khi Hậu Triệu lâm vào tình trạng hỗn loạn sau cái chết của Hoàng đế Thạch Hổ, và tiếp đến sau đó là chiến tranh liên tiếp nhằm triệt hạ nhau giữa các con trai của Thạch Hổ và người cháu nội nuôi Thạch Mẫn, nhiều châu phía nam của Hậu Triệu đã quay sang thần phục Đông Tấn, Hoàn Ôn chuẩn bị một cuộc Bắc chinh. Thay vào đó, triều đình dưới quyền cai quản của Tư Mã Dục và Ân Hạo lại cử ngoại tổ phụ của Mục Đế là Trữ Bầu (褚裒) đi chinh chiến. Tuy nhiên, Trữ Bầu đã rút lui sau một số thất bại ban đầu, và chiến dịch đã khiến cho nhiều dân thường có ý định đào thoát đến đất Tấn mất mạng. Các chiến dịch nhỏ cũng được tiến hành dưới quyền tướng Tư Mã Huân (司馬勳) song phần lớn cũng không thành công.
Năm 350, Ân Hạo đích thân chuẩn bị một cuộc Bắc chinh, song đã không thực hiện chiến dịch ngay lập tức; thay vào đó, ông nắm được nhiều quyền lực hơn sau khi buộc tội Sái Mô liên tục từ chối danh vọng ban cho mình, như vậy phạm phải tội bất kính với hoàng đế, Sái Mô bị giáng thành dân thường. Trong khi đó, Hoàn Ôn trở nên thiếu kiên nhẫn sau khi Tư Mã Dục và Ân Hạo từ chối yêu cầu của ông, khoảng năm mới 352, Hoàn Ôn huy động quân của mình và ra hiệu như thể ông sắp tấn công kinh thành. Ân Hạo rất bất ngờ và ban đầu đã xem xét đến việc từ chức hoặc gửi sô ngu phiên (騶虞幡, nghĩa là cờ hòa của triều đình) đến lệnh cho Hoàn Ôn dừng lại. Tuy nhiên, sau khi nghe lời khuyên của Vương Bưu Chi (王彪之), ông đã bảo Tư Mã Dục viết một lá thư cho Hoàn Ôn, thuyết phục Hoàn Ôn dừng lại.
Sau đó đến năm 352, Ân Hạo đã phát động chiến dịch riêng của mình, nhưng khi bắt đầu, các tướng của Hậu Triệu trước đây đang kiểm soát Hứa Xương và Lạc Dương đã nổi loạn, kế hoạch của ông phải dừng lại để đối phó với quân nổi loạn. Sau đó, khi các tướng của ông là Tạ Thượng (謝尚) và Diêu Tương (姚襄) có gắng tấn công Trương Ngộ (張遇), là tướng kiểm soát Hứa Xương, quân Tiền Tần đã đến trợ giúp Trương Ngộ và đánh bại quân của Tạ Thượng. Ân Hạo sau đó hoàn toàn từ bỏ chiến dịch.
Vào mùa thu năm 352, Ân Hạo chuẩn bị cho một chiến dịch thứ hai. Ban đầu, chiến dịch đã có một số thành công, lấy lại được Hứa Xương từ Tiền Tần. Tuy Nhiên, Ân Hạo trở nên nghi ngờ về khả năng quân sự và tính độc lập của Diêu Tương và do đó đã cố gắng ám sát Diêu Tương. Diêu Tương phát hiện ra điều này, và khi Ân Hạo dẫn quân về phía bắc, Diêu đã phục kích và gây thiệt hại nặng cho Ân. Diêu Tương sau đó chiếm vùng Thọ Xuân. Người ta xem thường Ân Hạo do các thất bại quân sự của ông, Hoàn Ôn đã đệ trình một thỉnh cầu phế bỏ Ân Hạo. Triều đình buộc phải giáng Ân Hạo thành thường dân và đưa đi lưu đày. Từ thời điểm này, triều đình chỉ còn nằm trong tay Tư Mã Dục, mặc dù vậy, Hoàn Ôn cũng có được nhiều quyền lực trong việc ra các quyết định.
Năm 354, Hoàn Ôn phát động một chiến dịch lớn chống lại Tiền Tần, song sau khi tiến bằng tất cả các đường đến vùng phụ cận kinh đô Trường An của Tiền Tần, ông đã do dự trong việc tiếp tục tiến quân, và ông cuối cùng đã quyết định rút quân do cạn nguồn lương thảo.
Năm 356, Hoàn Ôn đề xuất dời đô đến Lạc Dương, nơi từng là kinh đô cho đến khi rơi vào tay Hán Triệu năm 311, song đề xuất này đã bị từ chối. Ông sau đó thực hiện một chiến dịch chống lại Diêu Tương. Ông gây cho Diêu Tương một số thiệt hại nghiêm trọng, và Diêu Tương cuối cùng đã cố gắng tiến về phía tây để rồi bị quân Tiền Tân đánh bại và giết chết. Một lần nữa lại kiểm soát được Lạc Dương, Hoàn Ôn tái đề xuất ý tướng dời đô về Lạc Dương, song triều đình lạc từ chối một lần nữa. Cuối năm đó, chư hầu của Tần là Đoạn Kham (段龕), người kiểm soát vùng Sơn Đông ngày nay với tước hiệu Tề công, đã bị tướng Tiền Tần là Mộ Dung Khác (慕容恪), lãnh địa của Tề công cũng rơi vào tay Tiền Tần.
Vào mùa xuân năm 357, do Mục Đế đã làm nghi lễ thông qua (ở tuổi 13), Chử Thái hậu chấm dứt việc nhiếp chính của mình, và từ thời điểm đó, Mục Đế chính thức trở thành người ra quyết định, mặc dù trên thực tế, Tư Mã Dục và Hoàn Ôn vẫn là những người giữ vai trò này.

## Hoàng đế trưởng thành
Vào cuối năm 357, Mục Đế kết hôn với Hà Pháp Nghê và phong làm Hoàng hậu.
Năm 358, Tư Mã Dục đề nghị được từ bỏ tất cả quyền hạn của mình song Mục Đế đã từ chối. Cuối năm đó, một chiến dịch Bắc chinh của tướng Tuân Tiện (荀羨) nhằm chiếm lại bán đảo Sơn Đông đã thất bại.
Năm 359, Tiền Yên gây sức ép lên vùng đất của Tấn ở phía nam Hoàng Hà, các tướng Tạ Vạn (謝萬), Gia Cát Du (諸葛攸), và Si Đàm (郗曇) đã dẫn quân lên phía bắc đánh Tiền Yên, song quân Tấn bị sụp đổ sau khi Tạ Vạn nhận định sai rằng quân Tiền Yên ở gần và ra lệnh rút lui. Không có cứu viện, các vùng đất của Tấn ở phía nam Hoàng Hà bắt đầu rơi vào tay Tiền Yên.
Năm 361, Mục Đế qua đời trong khi chưa có con trai. Chử Thái hậu do đó đã ra lệnh người anh họ của hoàng đế, Lang Da vương Tư Mã Phi trở thành hoàng đế. Tư Mã Phi sau khi lên ngôi trở thành Ai Đế.